# Cmentarz parafialny w Woli Rzeczyckiej
Cmentarz Parafialny w Woli Rzeczyckiej – zabytkowy cmentarz założony w 1927 roku, w południowo-wschodniej części wsi przez pierwszego proboszcza parafii, ks. Tadeusza Sebastiańskiego (1923–1944), na fragmencie wzniesienia zwanego nadsańską Jasną Górką. Należy do rzymskokatolickiej Parafii Nawiedzenia Najświętszej Maryi Panny i św. Józefa w Woli Rzeczyckiej.

## Historia
Jesienią 1925 roku proboszcz, ks. Tadeusz Sebastiański, zakupił od księcia Lubomirskiego teren w pobliżu kościoła pod przyszły cmentarz parafialny. Po załatwieniu wszelkich formalności w listopadzie 1927, wybudowano drewnianą kaplicę cmentarną i poświęcono cmentarz, a w 1928, wpisano go do rejestrów urzędowych. W niezmienionym stanie cmentarz przetrwał do 1981, kiedy dokonano jego powiększenia.
Wśród wielu grobów można odnaleźć też kilka pomników historycznych i zabytkowych, m.in.: w centralnej części starego cmentarza, zabytkowy nagrobek z 1929, ozdobiony wykonaną z piaskowca figurą Chrystusa dźwigającego krzyż.
Od strony północno-zachodniej cmentarza, obelisk na zbiorowej mogile, upamiętniający 8 żołnierzy radzieckich pochowanych na cmentarzu w 1944, czy od strony północnej: pomnik, żołnierza niemieckiego Ignatza Amenta (1915–1939), oraz pomnik pochowanego partyzanta z okresu II wojny, narodowości żydowskiej – Karola Libeskinda (1922–1944).
Na cmentarzu został postawiony symboliczny, obelisk pamiątkowy, ku chwale polskich żołnierzy, poległych w II wojnie światowej. Na cmentarzu nie spoczywa żaden polski żołnierz.
W 2001 r. rozpoczęto budowę nowej, murowanej kaplicy cmentarnej, według projektu architekta Aliny Łyczkowskiej ze Stalowej Woli – inspiracją architekta, było biblijne opowiadanie o proroku Jonaszu. Zaprojektowany budynek kaplicy został przykryty sklepieniem łukowym, kształtem przypominającym tułów wieloryba, dach został pokryty dachówką bitumiczną dającą efekt rybiej łuski. Na ścianie frontowej, nad głównym wejściem, znajduje się okrągłe okno, przypominające okrętowy bulaj, a wnętrze kaplicy podzielono szprosami otrzymując monogram Chrystusa (XP). Zwieńczeniem przeciwległej ściany kaplicy cmentarnej jest krzyż, stylizowany na wielorybi ogon.

## Pochowani
- ks. Władysław Woroniak, proboszcz parafii (1970–1986)
- Kazimierz Kuczman
- Józef Kuczman